# Laguna Colorado
La laguna Colorado es un lago de los llanos de Bolivia. Es una gran laguna amazónica de agua dulce que se encuentra cerca de grandes lagos como el Rogagua a una altitud de 166 metros sobre el nivel del mar. Administrativamente se encuentra ubicada en el municipio de Santa Rosa de Yacuma de la provincia del General José Ballivián en el oeste del departamento del Beni. Tiene una forma rectangular con unas dimensiones de 6,62 kilómetros de largo por 3,48 kilómetros de ancho y una superficie de 1.593,7 hectáreas o 15,93 km².